# Emancipator Automobile Company
Emancipator Automobile Company, vorher Aurora Motor Works, war ein US-amerikanischer Hersteller von Automobilen.

## Unternehmensgeschichte
James Selkirk, William George und A. B. McCord gründeten 1907 das Unternehmen in Aurora in Illinois. McCord war der Produktionsleiter. Sie begannen im gleichen Jahr mit der Produktion von Automobilen, die als Aurora vermarktet wurden. Ende 1908 wurde das Werk an die Black Manufacturing Company verkauft. Die drei Inhaber machten trotzdem weiter. Die Emancipator Automobile Company war entweder eine Umbenennung oder eine Neugründung. Ein neu entwickeltes Modell wurde ab Januar 1909 sowohl als Marke Aurora, Modell Emancipator als auch als Marke Emancipator vertrieben. 1909 endete die Produktion.
George und McCord standen außerdem in Verbindung zur Monarch Automobile Company, während Selkirk mit der Kirksel Motor Car Company zu tun hatte.
Es gab keine Verbindung zur Aurora Automobile Company aus der gleichen Stadt, die bis 1906 den gleichen Markennamen für ihre Fahrzeuge verwendete.

## Fahrzeuge
Das erste Modell wurde von D. D. Culver entworfen, der vorher die Practical Automobile Company leitete. Es hatte einen Zweizylindermotor. Der Motor leistete 1907 und 1908 im Model A 14 PS, 1908 im Model B 20 PS und 1909 16 PS. Der Radstand betrug einheitlich 203 cm. Alle Modelle waren Runabouts. Sie hatten 1907 und 1908 drei Sitze und 1909 nur noch zwei.
Der Emancipator hatte einen Vierzylindermotor mit 20 PS Leistung. Die Motorleistung wurde über ein Zweigang-Umlaufrädergetriebe und eine Kardanwelle an die Hinterachse übertragen. Das Fahrgestell hatte 254 cm Radstand. Zur Wahl standen ein fünfsitziger Tourenwagen und ein viersitziger Tonneau.

## Modellübersicht
| Jahr | Marke       | Modell      | Zylinder | Leistung (PS) | Radstand (cm) | Aufbau                                 |
| ---- | ----------- | ----------- | -------- | ------------- | ------------- | -------------------------------------- |
| 1907 | Aurora      | Model A     | 2        | 14            | 203           | Runabout 3-sitzig                      |
| 1908 | Aurora      | Model A     | 2        | 14            | 203           | Runabout 3-sitzig                      |
| 1908 | Aurora      | Model B     | 2        | 20            | 203           | Runabout 3-sitzig                      |
| 1909 | Aurora      |             | 2        | 16            | 203           | Runabout 2-sitzig                      |
| 1909 | Aurora      | Emancipator | 4        | 20            | 254           | Tourenwagen 5-sitzig, Tonneau 4-sitzig |
| 1909 | Emancipator |             | 4        | 20            | 254           |                                        |